# Nyer
Nyer – miejscowość i gmina we Francji, w regionie Oksytania, w departamencie Pireneje Wschodnie.
Według danych na rok 1990 gminę zamieszkiwały 132 osoby, a gęstość zaludnienia wynosiła 4 osoby/km² (wśród 1545 gmin Langwedocji-Roussillon Nyer plasuje się na 771. miejscu pod względem liczby ludności, natomiast pod względem powierzchni na miejscu 150.). 

## Zabytki
Zabytki na terenie gminy posiadające status monument historique:
- zamek La Roca d'Anyer (Château de la Roca d'Anyer)
- kościół św. Jakuba (Église Saint-Jacques de Nyer)
- kościół Saint-Just-et-Saint-Pasteur d'En (Église Saint-Just-et-Saint-Pasteur d'En)

## Populacja

Populacja Nyer w latach 1962–2008